# Samsara (2001)
Samsara is een onafhankelijke Italiaanse/Franse/Indiase/Duitse film uit 2001. De hoofdrollen worden vertolkt door Shawn Ku en Christy Chung. De regie was in handen van Pan Nalin.
De film ging in première op het internationaal filmfestival van Toronto op 13 september 2001. Vervolgens werd de film in 2002 wereldwijd in de bioscopen uitgebracht. De filmmuziek werd gecomponeerd door Dadon.

## Verhaal
De film draait om een jonge boeddhistische monnik genaamd Tashi, die al sinds zijn vijfde wordt onderwezen in de leer van het boeddhisme. Wanneer hij de leeftijd van een adolescent bereikt, stuurt zijn meester hem eropuit om de wereld te leren kennen.
Tashi ontmoet Pema, de dochter van een rijke boer. Hij wordt verliefd op haar en besluit met haar te trouwen, ondanks dat ze eigenlijk al uitgehuwelijkt is aan een man genaamd Jamayang. Tashi wordt door het huwelijk al snel zelf een rijke landeigenaar. Hij verdient grof geld aan de opbrengst van zijn land door de oogst in de stad te verkopen in plaats van aan lokale handelaren. Samen met Pema krijgt hij een zoon genaamd Karma.
Dan slaat het noodlot echter toe. Een brand vernietigt de helft van zijn oogst. Hij komt tot inkeer en probeert alsnog verlichting te bereiken.

## Rolverdeling
| Acteur          | Personage      |
| --------------- | -------------- |
| Shawn Ku        | Tashi          |
| Christy Chung   | Pema           |
| Neelesha BaVora | Sujata         |
| Lhakpa Tsering  | Dawa           |
| Tenzin Tashi    | Karma          |
| Jamayang Jinpa  | Sonam          |
| Sherab Sangey   | Apo            |
| Kelsang Tashi   | Jamayang       |
| Tsepak Tsangpo  | Chen Tulku     |
| Jampa Kälsang   | bruilofszanger |

## Prijzen en nominaties
| jaar | prijs                                     | categorie                          | genomineerde(n) | uitslag     |
| ---- | ----------------------------------------- | ---------------------------------- | --------------- | ----------- |
| 2002 | AFI Fest                                  | Grand Jury Prize - Special Mention | Shawn Ku        | gewonnen    |
| 2002 | AFI Fest                                  | Grand Jury Prize                   | Pan Nalin       | genomineerd |
| 2002 | Internationaal filmfestival van Melbourne | Most Popular Feature Film          | Pan Nalin       | gewonnen    |